# Telocricus hyper
Telocricus hyper är en mångfotingart som beskrevs av Chamberlin 1918. Telocricus hyper ingår i släktet Telocricus och familjen storjordkrypare.
Artens utbredningsområde är Kuba. Inga underarter finns listade i Catalogue of Life.